# Jämlitz-Klein Düben
Jämlitz-Klein Düben (baix sòrab: Jemjelica-Źěwink) és un municipi alemany que pertany a l'estat de Brandenburg. Forma part de l'Amt Döbern-Land i fou creat el 2001, a la zona d'assentament dels sòrabs. Està a la frontera amb l'estat de Saxònia.